# Шабунин, Алексей Васильевич
Алексе́й Васи́льевич Шабу́нин (род. 13 марта 1961, Кемерово, РСФСР, СССР) — российский хирург и учёный, доктор медицинских наук, профессор, академик РАН (2022), заслуженный врач Российской Федерации, директор Московского многопрофильного научно-клинического центра им. С.П. Боткина, главный хирург и эндоскопист Департамента здравоохранения Москвы (с 2014), заведующий кафедрой хирургии Российской медицинской академии непрерывного профессионального образования (РМАНПО), президент Российского общества хирургов.

## Биография
Родился 13 марта 1961 года в городе Кемерово, там же окончил среднюю школу. С 1978 по 1984 годы — студент Кемеровского государственного медицинского института. Во время учёбы работал на станции скорой медицинской помощи. С 1984 по 1990 годы — врач-хирург в Центральной клинической городской больнице г. Кемерово. С 1991 по 2001 годы — заведующий отделением хирургии печени и поджелудочной железы — директор Кузбасского областного гепатологического центра. В 1997 году защитил кандидатскую диссертацию «Клинико-иммунологические аспекты хирургического лечения больных механической желтухой». В 2001 году защитил докторскую диссертацию «Кистозные образования поджелудочной железы». С 2001 по 2011 годы — заместитель главного врача по хирургии ГКБ им. С. П. Боткина, Москва. С 2002 года — профессор кафедры хирургии РМАНПО. С 2006 по 2012 годы — руководитель курса гепатопанкреатобилиарной хирургии кафедры хирургии Российской медицинской академии непрерывного профессионального образования (РМАНПО). В 2011 году проходит обучение в ФГБОУ ВПО «Российская академия народного хозяйства и государственной службы при Президенте РФ». С 2011 по 2013 год работал главным врачом ГКБ № 1 им. Н. И. Пирогова. С 2012 года по настоящее время — заведующий кафедрой хирургии. С 2012 по 2013 г. проходил комплексную программу профессиональной переподготовки с присвоением дополнительной квалификации Мастер делового администрирования — Master of Business Administration (MBA) «Менеджмент в здравоохранении». С 2013 года по июнь 2024 года Алексей Васильевич — главный врач ГКБ им. С. П. Боткина, Москва. С июля 2024 года — директор Московского многопрофильного научно-клинического центра имени С.П. Боткина. С 2014 года по настоящее время — главный хирург Департамента здравоохранения Москвы. Алексей Васильевич проходил стажировку по хирургии и организации здравоохранения в Токио (Япония), Бостон (США), Брюссель (Бельгия), Тель-Авив (Израиль), Мюнхен (Германия), Стокгольм (Швеция). В 2016 году избирается членом-корреспондентом РАН. В 2022 году избран академиком РАН. В 2022 году избран президентом Российского общества хирургов имени В.С. Савельева. 

### Семья
- Отец — Василий Иосифович Шабунин, врач, организатор здравоохранения.
- Мать — Галина Александровна Морозова, врач-педиатр.
- Старшая сестра — Марина Васильевна Костенко, врач-невропатолог, работает руководителем бюро медико-социальной экспертизы.
- Сестра — Елена Васильевна Малышева, доктор медицинских наук, профессор, руководитель и ведущая телепрограмм «Здоровье» и «Жить здорово!» на Первом канале.
- Жена — Элина, врач анестезиолог-реаниматолог.
  - дочь — Дарья, филолог.
  - дочь — Элина, врач-косметолог.

## Награды
- Государственная премия РФ в области науки и технологий «За научное обоснование и внедрение в клиническую практику концепции минимальноинвазивного хирургического лечения онкологических заболеваний органов брюшной полости и забрюшинного пространства» (2023)[6][7][8];
- Орден Дружбы (2016)[9];
- Орден Пирогова (2020)[10];
- Медаль ордена «За заслуги перед Отечеством» II степени (2010)[11];
- Медаль «За заслуги перед отечественным здравоохранением» (2008);
- Почётное звание «Заслуженный врач РФ» за заслуги в развитии хирургии Кузбасса (2002)[12];
- Премия Правительства Российской Федерации в области науки и техники «За разработку и внедрение инновационных лечебно-диагностических технологий снижения летальности больных панкреонекрозом в Российской Федерации» (2021)[13];
- Премия Правительства РФ в области образования за первое национальное руководство по симуляционному обучению «Симуляционное обучение. Руководство» (2022)[14];
- Дважды лауреат «Премии Правительства Москвы в области медицины» (2004, 2018)[15];
- 2016 год — почётное звание «Заслуженный врач города Москвы»[16].

За развитие хирургической науки и выдающийся вклад в практическую хирургию награжден медалями: имени А. В. Вишневского (2017), имени С. С. Юдина (2018), имени Академика В. И. Шумаков (2021), имени М. Д. Пациоры (2022), имени академика Ф. Г. Углова «За значительный вклад в развитие хирургии» (2022).
Имеет наградное боевое огнестрельное оружие (2019).

## Научная деятельность
Профессором А. В. Шабуниным опубликовано 513 печатных работ, 9 монографий, международное руководство «Минимальноинвазивная абдоминальная хирургия», Первое национальное руководство по симуляционному обучению, практическое руководство «Тактика врача-хирурга», монография «Панкреонекроз» и получено 48 патентов на изобретения по актуальным вопросам хирургии.
Под руководством профессора А. В. Шабунина защищено 19 кандидатских и 9 докторских диссертаций, посвящённых улучшению результатов диагностики и хирургического лечения больных с заболеваниями печени, поджелудочной железы и других органов брюшной полости.
Индекс Хирша (Scopus) — 33
Индекс Хирша (РИНЦ) — 21

## Общественная деятельность
Профессор А. В. Шабунин:
- Президент Российского общества хирургов[2].
- Член Высшей аттестационной комиссии[18]
- Член комиссии Генерального совета Партии «Единая Россия»[19]
- Член президиума Совета Национальной медицинской палаты.
- Эксперт отделения медицинских наук Российской Академии Наук.
- Эксперт Московского международного медицинского кластера.
- Член редколлегии журналов «Хирургия. Журнал им. Н. И. Пирогова», «Анналы хирургии», «Анналы хирургической гепатологии», «Московский хирургический журнал», рецензируемых ВАК (Высшая аттестационная комиссия при Министерстве образования и науки РФ), индексируемых в РИНЦ и Scopus.
- Заместитель председателя диссертационного совета на базе «Российской медицинской академии непрерывного профессионального образования» Министерства здравоохранения РФ[3].
- Член диссертационного совета «Национального медицинского исследовательского центра радиологии» Министерства здравоохранения РФ.

- Член Всемирной ассоциации гепатопанкреатобилиарных хирургов[20].
- Член Европейского панкреатологического клуба.
- Член Совета главных врачей при Департаменте здравоохранения города Москвы.